# Belmont-sur-Buttant
Belmont-sur-Buttant település Franciaországban, Vosges megyében. Lakosainak száma 297 fő (2022. január 1.). Belmont-sur-Buttant Les Poulières, Vervezelle, Biffontaine, Bois-de-Champ, Bruyères, La Chapelle-devant-Bruyères és Domfaing községekkel határos.

## Népesség
A település népességének változása:
| Lakosok száma | 288  | 298  | 306  | 302  | 304  | 303  | 302  | 302  | 297  |
|               | 2013 | 2015 | 2016 | 2017 | 2018 | 2019 | 2020 | 2021 | 2022 |